# Famille Fugger von Glött
La famille Fugger von Glött est une lignée de la famille marchande d'Augsbourg Fugger von der Lilie (de). Leur domaine est à Glött (arrondissement de Dillingen), vendent le château de Glött (de) en 1869 et possèdent encore aujourd'hui le château de Kirchheim in Schwaben (de).

## Histoire
Anton Fugger acquiert le seigneurerie de Glött (de) en 1537 et la seigneurerie de Kirchheim in Schwaben en 1551. Son fils Hans Fugger (de) (1531-1598) hérite des domaines de Glött, Kirchheim, du château de Stettenfels (de) et du château de Duttenstein (de). L'arrière-petit-fils d'Anton Fugger, Johann-Ernst (1590-1639), fonde la lignée Fugger von Glött, aujourd'hui éteinte dans sa propre lignée masculine, en tant que branche de Fugger von der Lilie (de).
Le village de Glött devient le fief des comtes impériaux Fugger von Glött avec les villes de Baumgarten (la seigneurerie de Baumgarten est achetée par les Fugger en 1621), , Dürrlauingen, Hafenhofen, Windhausen et Winterbach. À la fin du XVIIIe siècle, la famille Fugger-Glött possède le domaine de Glött ainsi que les domaines de Hilgartsberg (de), Oberndorf am Lech et Ellgau. Ils sont représentés à la Diète d'Empire en tant que membres du Collège de Souabe des comtes du Saint-Empire (de).
En raison du traité de la confédération du Rhin en 1806, les membres ayant l'immédiateté impériale sont dans le royaume de Bavière dans le cadre de la médiatisation allemande (de). En 1869, les comtes Fugger von Glött vendent le château de Glött (de) et, après l'expiration de la lignée Fugger von Kirchheim, héritèrent du château de Kirchheim in Schwaben (de) en 1878.
Joseph-Ernst Fugger von Glött (de) (1895-1981), en tant que partisan du complot du 20 juillet 1944, participera plus tard à l'élaboration de la Loi fondamentale de la République fédérale d'Allemagne en tant que cofondateur et membre de la CSU au Bundestag et au Landtag de Bavière. Sans enfant, il adopte son neveu Albert (de) (1932-2020), fils de sa sœur aînée Maria (1894-1935) et du comte Ferdinand von Arco-Zinneberg (de) (1882-1940), qui prend le nom de comte Fugger von Glött et co-héritier du château Fugger à Kirchheim. Après son décès en 2020, son fils Ulrich Fugger von Glött lui succède à la tête de la ligne.

## Personnalités
- Joseph Wilhelm von Fugger-Glött (de) (1683–1749), chanoine à Cologne et Constance.
- Johann Karl Philipp von Fugger-Glött (de) (1691–1748), chanoine de la cathédrale de Cologne, chanoine du chapitre d'Ellwangen et chanoine de Saint-Géréon à Cologne.
- Franz Karl Joseph von Fugger-Glött (1708–1769), évêque titulaire de Domitiopolis (de), évêque auxiliare de Constance (1739–1769).
- Antoine-Ignace de Fugger-Glött (1711–1787), évêque de Ratisbonne ainsi que prince du Saint-Empire de la Ratisbonne et de la principauté prévôtale d'Ellwangen (de).
- Felix Adam Joseph von Fugger-Glött (de) (1719–1770), Chanoine de Cologne et de Constance ainsi que chorévêque du chapitre de la cathédrale de Cologne.
- Leopold Fugger von Glött (de) (1797–1859), fonctionnaire du gouvernement royal bavarois.
- Theodor Fugger von Glött (de) (1823–1850), participant à l'insurrection du Palatinat.
- Fidelis Ferdinand von Fugger zu Glött (de) (1795–1876), homme politique allemand et producteur de coton.
- Hermann Joseph von Fugger-Glött (de) (1833–1902), théologien catholique allemand.
- Joseph Fugger von Glött (de) (1869–1903), officier allemand de la troupe de protection du Kamerun et gouverneur de la résidence d'Adamaua (de) au Kamerun.
- Carl Ernst Fürst Fugger von Glött (de) (1859–1940), colonel-maréchal bavarois et président du Conseil d'Empire (de) du Royaume de Bavière.
- Joseph-Ernst Fugger von Glött (de) (1895–1981), homme politique allemand, CSU.
- Albert Fugger von Glött (de) (1932–2020), juriste allemand, directeur des opérations, défenseur des monuments historiques et homme politique (CSU).